# Горбильов В'ячеслав Юрійович
В'ячесла́в Ю́рійович Горбильо́в — генерал-лейтенант Збройних сил України, командувач ракетних військ і артилерії ЗС України — заступник командувача Сухопутних військ Збройних Сил України.

## Життєпис
Протягом 2005—2011 років — командир 26-ї артилерійської бригади (Бердичів). По тому працював заступником начальника Центрального ракетно-артилерійського управління Збройних сил України.
У серпні-вересні 2011-го під його керівництвом проведено тактичні навчання, під час яких було здійснено бойові запуски зенітних керованих ракет ЗРК «Оса-АК» підрозділами ППО Сухопутних військ Збройних сил України. Запуски дійснювалися на Державному НВЦ ЗС України «Чауда», проводилися льотно-технічні випробування зенітних керованих ракет комплексу «Тунгуска».
Станом на жовтень 2015-го — командувач ракетних військ і артилерії Збройних сил України — заступник командувача Сухопутних військ Збройних сил України.

## Військові звання
- генерал-майор (14.10.2015)
- генерал-лейтенант (12.10.2018)[1]

## Відзнаки та нагороди
- За вагомий особистий внесок у зміцнення обороноздатності та безпеки Української держави, зразкове виконання військового обов'язку, високий професіоналізм та з нагоди 18-ї річниці Збройних Сил України нагороджений орденом Данила Галицького (1.12.2009).[2]